# Brun vedborre
Brun vedborre (Xyleborinus saxesenii) är en skalbaggsart som först beskrevs av Julius Theodor Christian Ratzeburg 1837.  Brun vedborre ingår i släktet Xyleborinus, och familjen vivlar. Arten är reproducerande i Sverige.